# スタディオ・アドリアティコ
スタディオ・アドリアティコ・ジョヴァンニ・コルナッキア（Stadio Adriatico-Giovanni Cornacchia）は、イタリア, ペスカーラにある多目的スタジアム。収容人数は20515人。ペスカーラ・カルチョのホームスタジアムとなっている。

## 概要

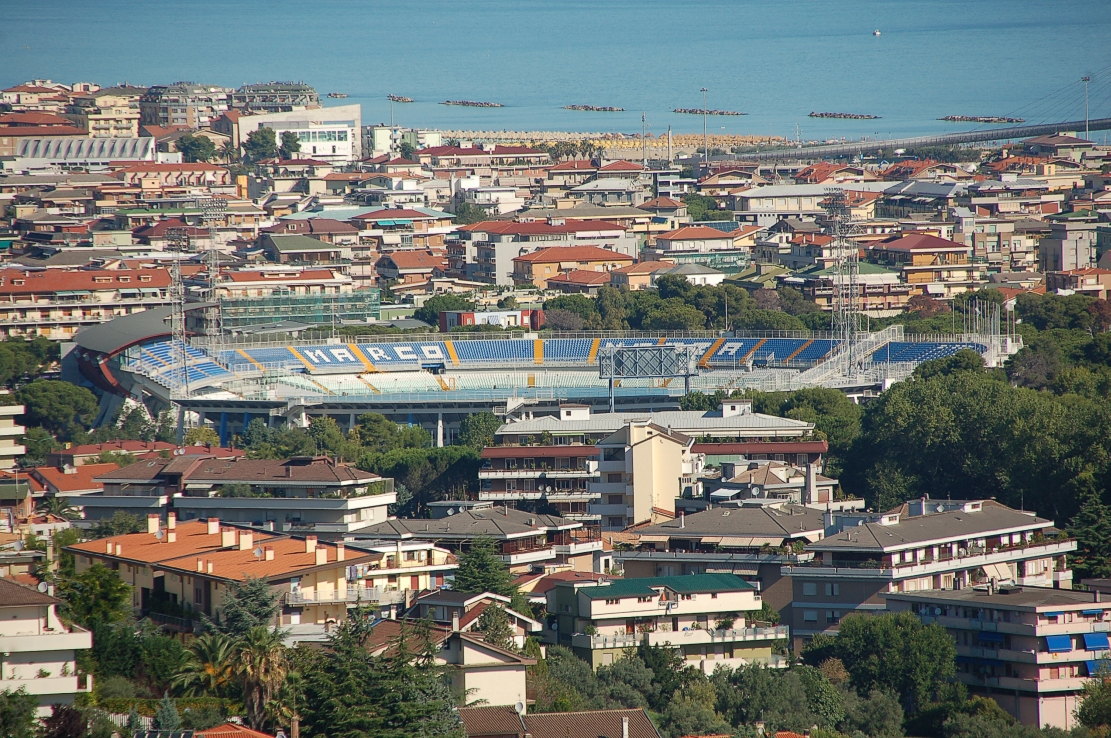
スタディオ・アドリアティコ

1990年のワールドカップではリザーブスタジアムとして登録された事もある。また2009年には地中海競技大会のメインスタジアムとして使用されている。その際にこのスタジアムに1967年地中海競技大会のハードル競技金メダリストのジョヴァンニ・コルナッキア（2008年死去）を偲んで彼の名が冠されるようになった。